# Podonephelium balansae
Podonephelium balansae är en kinesträdsväxtart som beskrevs av André Guillaumin. Podonephelium balansae ingår i släktet Podonephelium och familjen kinesträdsväxter. Inga underarter finns listade i Catalogue of Life.